# Tyrannion van Antiochië
Tyrannion was patriarch van Antiochië aan het begin van de 4e eeuw. Dit was van 299 tot 308 of van 304 tot 314; hieromtrent bestaat onzekerheid. Hij leefde ten tijde van de Christenvervolgingen door Diocletianus, Galerius en Maximinus. 